# Tricyphus nigriventris
Tricyphus nigriventris là một loài tò vò trong họ Ichneumonidae.